# Life is a journey

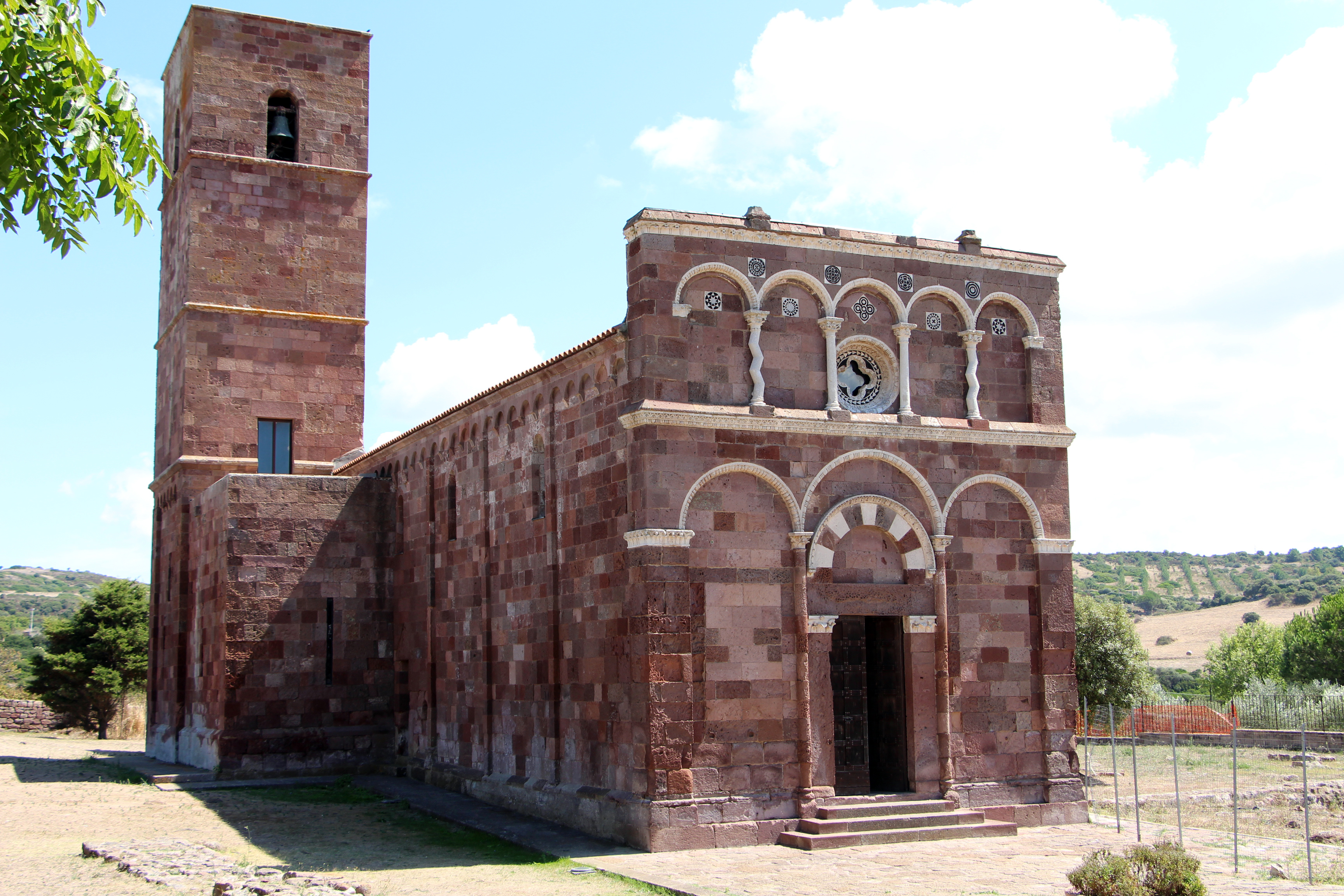
Notra Signora di Tergu

Life is a journey, The Sardinia tapes is een muziekalbum van Djabe en Steve Hackett.
De Hongaarse muziekgroep Djabe en de Britse gitarist Steve Hackett onderhouden een langlopend samenwerkingsverband, maar alleen tijdens concerten. Het leverde albums op als Sipi Benefit Concert, In the footsteps of Attila and Genghis, Summer storms and rocking rivers en Live in blue op. Ondanks drukke toerschema’s van zowel Djabe als Hackett vonden zij en de IJslandse drummer Gulli Briem elkaar bij een opnamesessie in een huisstudio ingebouwd in de priesterswoning van de kerk Nostra Signora di Tergu op Sardinië, juni 2016. De opnamen vonden plaats onder leiding van de geluidstechnicus van Hackett (Ben Fenner). Daarna werden de opnamen meegenomen naar Hongarije waar Attila Ëgerházi en Tamás Barabás een album samenstelden.

## Musici
- Steve Hackett – gitaar en
- Gulli Briem – drumstel, percussie

Met Djabe:
- Tamás Barabás – basgitaar, percussie, synthesizer, stem
- Áron Koós-Hutás – trompet
- Attila Égerházi – gitaar, gitaarsynthesizer, percussie

## Muziek
| Nr. | Titel                          | Duur  |
| --- | ------------------------------ | ----- |
| 1.  | Life is a journey              | 9:40  |
| 2.  | Golden sand                    | 7:06  |
| 3.  | Castelsardo at night           | 8:22  |
| 4.  | What the news, Antonio?        | 6:30  |
| 5.  | Around my mind                 | 11:30 |
| 6.  | Beams over the Nulvi Mountains | 6:08  |
| 7.  | Building a nuraghe             | 4:44  |
| 8.  | Buzzy island                   | 4:14  |
| 9.  | I will always remember         | 6:32  |
| 10. | Wake up                        | 2:20  |
| 11. | After limoncello               | 5:48  |

Bij het album is een dvd gevoegd, waarop geperst de 5.1-mix van het album en een vijftal nummers opgenomen tijdens een concert op 3 juni 2017 tijdens een nieuwe zomerserie, opgenomen in de jazzclub van Boedapest. Te horen zijn: Walking away from rainbows (uit Hacketts solocarrièretijd), Fly on a windshield (uit Hacketts tijd in Genesis), Please don't touch (uit Hacketts solocarrière), Budapest jam (jamsessie) en Clouds dance (van Djabe). Castelardo at night verwijst naar Castelsardo en Nulvi Mountains naar Nulvi, beide plaatsen in dezelfde provincie als Tergu, Sassari; Limoncello is een Italiaanse drank.